# Райкін Аркадій Ісаакович
Арка́дій Іцха́кович Ра́йкін (латис. Arkādijs Raikins; 11 (24) жовтня 1911, Рига, Російська імперія — 17 грудня 1987, Москва, РРФСР) — видатний радянський актор, комік, режисер. Народний артист СРСР (1968), Герой Соціалістичної Праці, лауреат Ленінської Премії.
Радянський гуморист єврейського походження, володів найвищим рівнем майстерності та імпровізації, більш ніж півстоліття був лідером радянської і російської школи гумористів. Мініатюри і спектаклі А. І. Райкіна відзначались гострою сатирою.

## Життєпис
Аркадій Райкін народився у Ризі. Ще школярем займався в драмгуртку та захоплювався театром. У 1929 році працював лаборантом на Охтенському хімічному заводі.
У 1935 році закінчив Технікум сценічних мистецтв (нині «Російський державний інститут сценічних мистецтв») у Ленінграді, в який вступив всупереч волі батьків. За розподілом актор потрапив в Ленінградський ТРаМ (Театр робочої молоді (рос. Театр рабочей молодежи)), який незабаром був перейменований в театр імені Ленінського комсомолу. Паралельно з роботою в театрі знімався в двох фільмах: «Вогняні роки» (рос. «Огненные годы») і «Лікар Калюжний» (рос. «Доктор Калюжный»), обидва зняті в 1938 році. Визнання прийшло до актора в Москві в листопаді 1939 року. Тоді Аркадій Райкін став лауреатом 1-го Всесоюзного конкурсу артистів естради, виступивши з номерами «Чаплін» і «Мішка».
У тому ж 1939 році Аркадій Іцхакович був прийнятий у трупу Ленінградського театру естради і мініатюр, через три роки стає художнім керівником цього театру. Під час Німецько-радянської війни Аркадій Райкін давав концерти для фронтовиків. У співробітництві з письменником-сатириком В. С. Поляковим у 1940 році створює програму «На чашку чаю», а в 1969 році разом з М. М. Жванецьким ставить програму «Світлофор».
Інші програми, поставлені Аркадієм Райкіним, — «Любов і три апельсини» (рос. «Любовь и три апельсина»), «Від двох до п'ятдесяти» (рос. «От двух до пятидесяти»), «Вибране-73» (рос. «Избранное-73»), «Його величність театр» (рос. «Его величество театр»), «Плюс-мінус» (рос. «Плюс-минус»), «Обличчя» (рос. «Лица»), «Мир дому твоєму» (рос. «Мир дому твоему»). Був художнім керівником Театру мініатюр, перейменованого в 1991 році в театр «Сатирикон», яким зараз керує його син Костянтин Райкін.
Серед авторів, з якими працював Аркадій Райкін, були відомі радянські письменники-гумористи — Марк Азов, Володимир Тихвінський, Михайло Жванецький, Семен Альтов, Мар'ян Бєлєнькій, Михайло Мішин та інші.

## Фільмографія

### Актор
- 1938: «Вогняні роки» / Огненные годы — Рубінчик
- 1939: «Трактористи» / Трактористы — танцюючий тракторист
- 1939: «Лікар Калюжний» / Доктор Калюжный — Моня Шапіро, лікар
- 1941: «Валерій Чкалов» / Валерий Чкалов — американський журналіст
- 1954: «Ми з вами десь зустрічалися» / Ми з вами десь зустрічалися — Геннадій Максимов, артист, чоловік Лариси Левкоєвої
- 1957: «Знайомі картинки» (мультиплікаційний фільм) / Знакомые картинки — озвучка
- 1964: «Коли пісня не закінчується» / Когда песня не кончается — пантоміма «Рибалка»
- 1967: «На дві години раніше» / На два часа раньше — відвідувач зоопарку
- 1969: «Вчора, сьогодні і завжди» / Вчера, сегодня и всегда — художник Рєпкін / директор гудзикової фабрики Кругозоров / директор швейної фабрики Слоновніков / пожежний Набатов
- 1970: «Чарівна сила мистецтва» / Волшебная сила искусства — артист
- 1974: «Люди і манекени» / Люди и манекены — (написав сценарій і здійснив постановку)